# Muslimbrüder in Katar

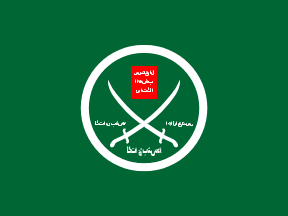
Emblem der Muslimbrüder

Die Muslimbrüder in Katar (arabisch الإخوان المسلمون في قطر, DMG al-Iḫwān al-Muslimūn fī Qaṭar) sind der katarische Zweig der Muslimbruderschaft. Sie erlangten ihren Einfluss vor allem durch ihre starke Präsenz in den Bildungsinstitutionen des Landes. Aus der Bewegung entstand 1975 eine offizielle Organisation.
Die Muslimbruderschaft in Katar konnte jedoch nie eine robuste institutionelle Struktur etablieren, wie es den Muslimbrüdern in Syrien beispielsweise gelang. Dies ist darauf zurückzuführen, dass Katar eine Erbmonarchie ist, deren Innenpolitik durch die zentrale Machtstellung der herrschenden Āl Thānī Familie geprägt wird, die das Land seit dem späten 19. Jahrhundert beherrscht. Die Person und Persönlichkeit des jeweils amtierenden Mitglieds der Āl Thānī Familie spielen dabei eine maßgebliche Rolle. Die Macht dieser Familie rührt daher, dass es in Katar nur wenige große Familienverbände gab, die ihrer Vormachtstellung ernsthaft hätten Konkurrenz machen können. Da es zudem keine politisch durchsetzungsfähige Elite aus der Wirtschaft gab, bildeten sich außerhalb der Herrscherfamilie keine konkurrierenden Institutionen oder politische Parteien.
Die Geschichte der Muslimbruderschaft in Katar lässt sich in drei Phasen unterteilen. Die erste Phase ist von ägyptischen Anhängern der Bruderschaft geprägt, die Mitte der 1950er Jahre nach Katar kamen, um der Verfolgung durch das Regime des Staatspräsidenten Nasser in Ägypten zu entkommen. Dieser hatte 1954 nach einem Attentatsversuch auf ihn durch ein Mitglied der Muslimbruderschaft die Verfolgung, die Inhaftierung und das Ausweisen von Muslimbrüdern angeordnet. Die zweite Phase umfasst die Rückkehr der katarischen Studenten, die während ihres Studiums im Ausland mit der Muslimbruderschaft in Kontakt gekommen waren. Nachdem sie dort ihren akademischen Grad in den 1970er Jahren erhalten hatten, kehrten sie mit dem Ziel nach Katar zurück, einen eigenen, offiziellen Zweig der Muslimbruderschaft im Land zu gründen. Die dritte Phase ist gekennzeichnet durch die Ankunft syrischer Muslimbrüder, die vor der Verfolgung Baschar al-Assads Anfang der 1980er Jahre aus Syrien nach Katar flohen. Zeitgleich fand 1980 bis 1991 eine Art interne Reflexion der katarischen Bruderschaft statt, insbesondere angestoßen durch die jüngere Generation. Da man jedoch feststellte, dass die Bildung einer Institution mehr Risiken als Vorteile mit sich brachte und sie letztlich überflüssig erschien, mündete dieser Prozess in der formellen Auflösung der Muslimbruderschaft im Jahre 1999.

## Entstehung der Muslimbruderschaft in Katar ab Mitte der 1950er Jahre

### Ankunft der Muslimbrüder aus Ägypten und Palästina
Die ersten Anhänger der Muslimbruderschaft in Katar kamen Anfang der 1950er Jahre nach Katar. Zu diesem Zeitpunkt begann die katarische Regierung unter der Schirmherrschaft Großbritanniens, die Ölvorkommen des Landes zu exportieren. Mit dem erwirtschafteten Kapital konnten in Katar Infrastruktur und erste Bildungsinstitutionen gebaut werden. Die Muslimbrüder, die unter diesen Umständen nach Katar kamen, waren zum einen häufig Intellektuelle aus Ägypten, die von den Herrschenden in Katar rekrutiert wurden, um in den neu gegründeten Schulen des Landes zu unterrichten. Zum anderen waren es die Muslimbrüder, die ab dem Jahr 1954 aus Ägypten flohen, um der Verfolgung durch Präsident Gamal Abdel Nasser Mitte der 1950er Jahre zu entgehen.
Für die Machthaber in Katar kamen die Muslimbrüder auch gesellschaftspolitisch gelegen. Denn auf inländische Fachkräfte im Bildungssektor konnte Katar nicht zurückgreifen, da die Bevölkerung in weiten Teilen nicht alphabetisiert war. Zudem kamen die ägyptischen Muslimbrüder für die Führungselite Katars zu einem günstigen Zeitpunkt, weil sie die Möglichkeit boten, Katar ideologisch von Saudi-Arabien abzugrenzen. Da Katar wie Saudi-Arabien der islamischen Richtung des Wahhabismus folgt, fürchtete man politisch den theologischen und ideologischen Einfluss des größeren Nachbarstaates. Die Muslimbrüder boten mit eigener ideologischer Ausrichtung eine Alternative zu den Inhalten und Auslegungen der saudischen Gelehrten, blieben jedoch in den Bildungsinstitutionen als Teil des Staatsapparats gleichzeitig unter der unmittelbaren Kontrolle der katarischen Regierung.
Um den Aufbau des Bildungssektors anzuführen, gründete der damalige Herrscher Katars ʿAlī bin ʿAbdullāh Āl Thānī 1954 einen Bildungsrat, der an der Spitze des ebenfalls neu gegründeten Bildungsministeriums stand. Die Aufgabe des Ministeriums in diesen frühen Jahren war es, die staatsdeckende Ausbreitung der Bildungsinstitutionen im Land voranzutreiben. Qasīm Darwīsch leitete diesen Bildungsrat, ʿAbdullāh bin Turkī as-Subaiʿī saß ihm bei. Beide waren Studenten des wahhabitischen, religiösen Richters Muhammad bin ʿAbd al-ʿAzīz al-Māniʿ gewesen. Beeinflusst durch diesen trieben sie in den folgenden Jahren die Rekrutierung ägyptischer sowie palästinensischer Muslimbrüder nach Katar voran.
Muhammad bin ʿAbd al-ʿAzīz al-Māniʿ hatte im Iraq, in Kairo und in Saudi-Arabien studiert und leitete von 1918 bis 1938 eine Schule, an der er ein islamisches Studium für Fortgeschrittene und ein Studium der arabischen Literatur anbot. Er war von 1945 bis 1953 Bildungsdirektor in Katar. Die Schule, „Madrasat asch-Schaich Muhammad bin ʿAbd al-ʿAzīz al-Māniʿ“, galt als angesehen und brachte mehrere bekannte Persönlichkeiten hervor, die einen hohen Grad an islamischer Bildung hatten. Darwīsch und as-Subaiʿī schlossen beide diese Schule ab und kamen durch sie vermutlich erstmals näher mit islamistischer Literatur in Kontakt.
Darwīsch ging anschließend 1953 mit dem Auftrag der katarischen Regierung, einen Direktor für das Bildungsministerium zu rekrutieren, nach Kairo. Er traf dort auf seinen Freund Muhibb ad-Dīn al-Chatīb, auf dessen Vorschlag er später den neuen Direktor auswählen sollte. Al-Chatīb war zwar kein Mitglied der Muslimbruderschaft, beruflich jedoch eng mit dieser und ihren Vorgängern verflochten. Außerdem besaß er zum Zeitpunkt des Treffens den „Salafīya Verlag“, der islamistische Literatur veröffentlichte, und unterhielt eine Buchhandlung mit salafistischer Ausrichtung. Darüber hinaus war er Freund von Hasan al-Bannā und hatte 1933 die erste Zeitschrift der Muslimbruderschaft „Ǧarīdat al-Iḫwān al-muslimūn“ veröffentlicht. Auf Vorschlag von Muhibb ad-Dīn al-Chatīb stellte Qasīm Darwīsch im Jahr 1954 ʿAbd al-Badīʿ Saqr als Direktor für Bildung in Katar ein. ʿAbd al-Badīʿ Saqr blieb bis 1957 zusammen mit Darwīsch in dieser Position. Saqr war Mitglied der Muslimbruderschaft, Schüler Hasan al-Bannās und zu seiner Zeit in Ägypten als Sympathisant der Muslimbruderschaft im Gefängnis. Auf sein Geheiß hin erhielten in den nächsten drei Jahren überwiegend Anhänger der Muslimbruderschaft Stellen im Bildungsministerium. Dies festigte ihren Einfluss.
Die Bildungsinstitutionen Katars folgten im ersten Jahrzehnt nach der Gründung des Ministeriums im Jahre 1954 einer ägyptischen Ausführung. Lehrer, die zu dieser Zeit nach Qatar kamen, waren Hasan al-Maʿāyardschī, ʿAbd al-Halīm Abū Schuqqa, ʿIzz ad-Dīn Ibrāhīm, Muhammad asch-Schāfiʿī, ʿAbd al-Latīf Makkī, Kamāl Nādschī und ʿAlī Schahāta. Auch sie waren mehrheitlich von der Ideologie der Muslimbruderschaft geprägt und somit klar gegen den damaligen ägyptischen Präsidenten Gamal Abdel Nasser sowie den arabischen Nationalismus positioniert. Durch die ihnen gewährten Positionen in Staat und Bildung Katars konnten sie bedeutenden Einfluss auf die katarischen Bildungsinstitutionen ausüben. Ein Beispiel dafür ist ʿIzz ad-Dīn Ibrāhīm, der 1958 „Assistenzdirektor für Wissen“ wurde und für den Entwurf eines Lehrplans verantwortlich war.
Anfang der 1950er Jahre kamen zudem Palästinenser, die zum Teil später die Fatah und die Palestinian Liberation Organisation (kurz PLO, arabisch Munaẓẓamat at-Taḥrīr al-Falasṭīnīya) leiten sollten, nach Katar. Sie bewirkten bei den Kataris Empathie für die Situation der Palästinenser. Muhammad Yūsuf an-Naddschār und Mahmūd ʿAbbās waren zwei der bekannteren palästinensischen Mitglieder der Muslimbruderschaft, die sich zu dieser Zeit in Katar niederließen. Muhammad Yūsuf an-Naddschār ist Gründungsmitglied der Fatah. ʿAbbās arbeitete 1957 bis 1969 im Bildungsministerium in Katar. In seinen Aufgabenbereich fiel es, palästinensische Bürgerinnen und Bürger überwiegend für die Arbeit im Bildungssektor anzuwerben. ʿAbbās war es auch, der die offiziellen Papiere unterzeichnete, die es al-Qaradāwī erstmals ermöglichten, nach Katar einzureisen. ʿAbbās ist heute Vorsitzender der PLO. Rafīq Schākir an-Natscha ist ein weiteres Beispiel für einen palästinensischen Muslimbruder, der in Katar wirkte. Er unterrichtete und schrieb Anfang der 1950er Jahre Lehrbücher dort und war Direktor für das Büro des Leiters für Bildung. Er hatte, als dessen Ratgeber, eine enge Verbindung zu Schaich Dschāsim bin Hamad Āl Thānī, einem der Brüder des heutigen Emirs von Katar. Er bekam 1979 die katarische Staatsbürgerschaft und bekleidete später wichtige Ämter in der PLO, wie etwa das Amt des Arbeitsministers.
Mitte der 1950er Jahre kam es mit dem Aufschwung des arabischen Nationalismus zu einem innenpolitischen Konflikt in der Āl Thānī Familie. Als Konsequenz musste der damalige Herrscher Schaich ʿAlī bin ʿAbdullāh Āl Thānī der an Popularität gewinnenden Opposition um seinen Neffen Zugeständnisse machen. Deshalb wurde Saqr 1957 abgesetzt. Er wirkte danach als „kultureller Ratgeber“ für Schaich ʿAlī und wurde Direktor der öffentlichen Bibliothek in Doha, die er 1962 gründete.

Schaich ʿAlī bin ʿAbdullāh Āl Thānī

### Der Konflikt innerhalb der Āl Thānī Familie Ende der 1950er Jahre
Im Zuge dieses Konflikts verlor die Muslimbruderschaft stark an Einfluss im katarischen Bildungsministerium. Die Auseinandersetzung fand zwischen Schaich ʿAlī bin ʿAbdullāh Āl Thānī, dem damaligen Herrscher Katars, und seinem Neffen, Schaich Chalīfa bin Hamad Āl Thānī, der in politischer Opposition zu seinem Onkel stand, statt. Die Opposition um Schaich Chalīfa gewann durch den Konflikt zwischen Nasser und der Muslimbruderschaft im Jahre 1954 zunehmend an Bedeutung. Denn Schaich Chalīfa unterstützte Präsident Nassers arabischen Nationalismus; Nasser und seine Politik galten in der arabischen Welt als progressiv und genossen zu dieser Zeit in Katar, wie in vielen Teilen der arabischen Welt, hohes Ansehen und große Beliebtheit in der Bevölkerung. Deshalb sorgte es für Empörung in der katarischen Öffentlichkeit, als katarische Muslimbrüder in den Schulen den arabischen Nationalismus als "gefährliche Krankheit" bezeichneten. Sowohl Studenten als auch die herrschende Elite Katars brachten dieser Bezeichnung Unverständnis entgegen. Das schwächte die Position der damaligen Regierung und Schaich ʿAlī bin ʿAbdullāh Āl Thānī sah sich dazu gezwungen, seinen Bildungsrat um Darwīsch und as-Subaiʿī aufzulösen. Schaich Chalīfa ersetzte sie als Gewinner der Auseinandersetzung als neuer Leiter des Bildungsrates, setzte den Bildungsdirektor Saqr ab und stattdessen ʿAbdullāh ʿAbd ad-Dāyam ein. Anschließend veranlasste er, dass Lehrer in Katar nicht politisch aktiv sein durften. Während der einjährigen Amtsperiode ad-Dāyams kamen zunehmend Lehrer nach Katar, die der sozialistischen Baʿath-Partei gegenüber positiv eingestellt waren, gleichzeitig verließen einige Muslimbrüder Katar, darunter Hasan al-Maʿāyardschī und ʿIzz ad-Dīn Ibrāhīm. Sie promovierten anschließend beide im europäischen Ausland. Dennoch konnte sich der panarabische Nationalismus nicht durchsetzen und seine Bedeutung nahm mit dem einhergehenden Popularitätsverlust seiner Hauptvertreter nach 1963 langsam ab. Er sollte jedoch noch bis in die 1970er Jahre relevant bleiben.

### Aktivitäten der Muslimbruderschaft zu dieser Zeit
In ihren ersten Jahren war die Muslimbruderschaft in Katar vor allem im Bereich der Daʿwa und der Bildung breiter Bevölkerungsschichten tätig. Man engagierte sich politisch nicht, aus Angst davor, selbst im Ausland weiter von Nasser verfolgt zu werden. Unter diesen Umständen unterstützte die Regierung den katarischen Zweig der Bruderschaft, da er zu dieser Zeit lediglich auf die Unterstützung von Individuen und sogenannten „Grassroots“-Organisationen setzte und politisch dementsprechend keine Gefahr darstellte. Die Muslimbrüder planten beispielsweise Tarbīa-Reisen in Form von Ausflügen in die Wüste oder organisierten Zeltlager. Zu dieser Zeit stand die Muslimbruderschaft mit ihrer apolitisch-religiösen Gesellschaftsposition im Kontrast zu den arabischen Nationalisten, die viel protestierten und agitierten. Durch die Unterstützung der Muslimbruderschaft konnte die katarische Regierung den Einfluss der nationalistischen Bewegung schwächen, der die Machtstellung der Āl Thānī Familie in Katar bedrohte. Dadurch nahm die Herrscherfamilie allerdings die Prägung der katarischen Gesellschaft durch die Muslimbruderschaft in Kauf, die beispielsweise durch öffentliche Briefe, Halaqāt und Positionen im Bildungsministerium erfolgte. Die Muslimbrüder stellten zudem Personal an Grund- und weiterführenden Schulen und waren für die Erstellung von Lehrplänen verantwortlich.

## Steigender Einfluss in den Bildungsinstitutionen – Die Muslimbruderschaft in Katar in den 1960er Jahren
In den 1960er Jahren kamen weitere Anhänger der Muslimbruderschaft nach Katar. Unter ihnen waren Muhammad Mustafā al-Aʿzamī, Abd al-Muʿiz as-Sattār, Ahmad al-ʿIsāl und Yūsuf al-Qaradāwī.
Abd al-Muʿiz as-Sattār, der 1946 Hasan al-Bannās persönlicher Gesandter für Palästina war, übte als Schulrat und Direktor für islamische Wissenschaft am Bildungsministerium Einfluss aus. Yūsuf al-Qaradāwī hatte besonders viel Einfluss in Katar. ʿAbdullāh bin Turkī as-Subaiʿī, der Mitte der 1950er Jahre dem Bildungsrat beigesessen war, setzte seinen Einfluss nun als Leiter der Abteilung für Islamwissenschaft im Bildungsministerium fort. „As-Subaiʿī rekrutierte Schaich Yūsuf al-Qaradāwī aus der al-Azhar, um die Interessen der Universität in Katar 1961 zu vertreten“. Ihm folgten nach seiner Ankunft 1961 weitere ebenfalls zuvor inhaftierte Muslimbrüder aus Ägypten, die nun durch die Übersiedelung nach Katar ihre Freiheit wiedererlangten und sich um al-Qaradāwī sammelten. Al-Qaradāwī beteiligte sich Anfang der 1960er Jahre an der Gründung der Internationalen Organisation der Muslimbruderschaft und vertrat seine katarische Gruppe anschließend in dieser. Das Ziel dieses internationalen Gremiums war es, ein Zentrum für Muslimbrüder außerhalb Ägyptens zu schaffen, die Finanzierung der Organisation als Ganzes zu erleichtern und Daʿwa voranzutreiben.
Kamāl Nādschī, der schon in den 1950er Jahren nach Katar gekommen war, wurde zwischen 1964 und 1979 zum Direktor für Bildung in Katar ernannt. Auch das verdeutlicht den Bedeutungsaufschwung der Muslimbruderschaft zu dieser Zeit.
Diese Gelehrten der 1960er Jahre nutzten ihren Einfluss, um weitere Muslimbrüder zum Unterrichten nach Katar zu holen. Unter ihnen befanden sich Muhammad Qutb, Sayyid Qutbs Bruder, Muhammad al-Ghazālī, Abu al-Wafā at-Taftāzānī und Ahmad al-ʿIsāl. Letzterer, ein Freund von Yūsuf al-Qaradāwī, kam im Jahre 1960 nach Katar und unterrichtete in Schulen, predigte in Moscheen und wirkte an der Bildung weiterer Gruppen für die Muslimbruderschaft mit.
Ab Mitte der 1960er Jahre festigte die Muslimbruderschaft in Katar ihren Einfluss und hatte nur den Wahhabismus zum Gegner, der lediglich in Saudi-Arabien und Katar offen unterstützt wurde. Hier ließen sich jedoch Kompromisse finden, wie etwa in der Person von Muhammad ʿAbd al-Māniʿ, einer der saudischen Gelehrten, die Katar ab den 1910er Jahren ins Land rekrutierte. Den Muslimbrüdern gelang es, ihre Ideologie mit dem salafistischen Wahhabismus dieser Individuen zu vereinbaren, was in guten Beziehungen und Zusammenarbeit in den 1950er und 1960er Jahren mündete.

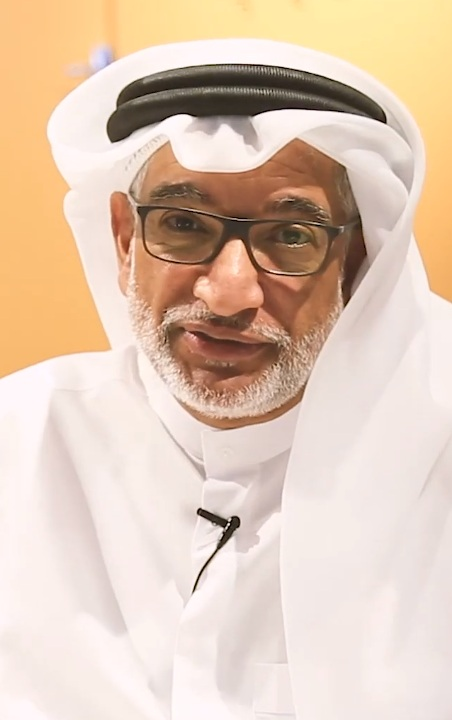
Dschāsim Sultān

## Der Weg hin zur offiziellen Gründung – Die Muslimbruderschaft in Katar in den 1970er Jahren
Der arabische Nationalismus blieb bis in die 1970er Jahre relevant für die katarische Politik. Dies war insbesondere dem Aufschwung der Ölindustrie und zum anderen dem daraus resultierenden Erstarken der Arbeiterklasse Anfang der 1950er Jahre geschuldet. Nachdem der arabische Nationalismus infolge des Sechstagekrieges von 1967 an Einfluss verloren hatte, konnte die Muslimbruderschaft sich erst Mitte der 1970er organisiert formieren und über den Einfluss von Individuen im Bildungssektor hinaus zu einer organisierten, offiziellen Organisation heranwachsen.
Auch Anfang der 1970er Jahre war der Bildungssektor in Katar durch einen hohen Anteil von ausländischen Lehrern geprägt. Religiöse Fächer dominierten aufgrund der vielen Lehrer mit persönlicher Verbindung zur Muslimbruderschaft. Die Bruderschaft organisierte zu dieser Zeit spontane, dezentral geplante Jugendreisen, passend zur gängigen Praxis der Stämme in Katar. Außerdem nutzten Prediger der Muslimbruderschaft gezielt bestimmte Moscheen, um ihre Ideologie im Rahmen der Freitagspredigten an die Bevölkerung zu vermitteln.
Als Anwar as-Sadat 1970 die Macht in Ägypten übernahm und die Einschränkungen gegenüber der Muslimbruderschaft dort gelockert wurden, reisten viele Katarer nach Ägypten, um dort zu studieren. Dschāsim Sultān war einer von ihnen, der an der Universität Kairo das Wachstum der Muslimbruderschaft miterlebte. Dies beeinflusste sein Handeln maßgeblich: Nach seiner Rückkehr nach Katar war er an der Gründung des offiziellen Teils des katarischen Zweigs beteiligt. In den 1970er Jahren kehrte außerdem Hasan al-Maʿāyardschī nach abgeschlossenem Studium und Promovierung zurück und arbeitete für die 1977 gegründete Universität Katar, am Zentrum für Wissenschaftliche und Angewandte Forschung. Yūsuf al-Qaradāwī gründete 1973 die Fakultät für Scharīʿa und war bis 1990 ihr Dekan. Hier arbeiteten zwei Freunde al-Qaradāwīs, namentlich ʿAbd al-ʿAzīm al-Dīb, der 1976 nach Katar kam, als Vorstand der Abteilung für Prinzipien der Rechtswissenschaft und Hasan ʿAbd az-Zāhir, der 1978 nach Katar kam, als Vorstand der Abteilung für Daʿwa.
Mitte der 1970er Jahre machte die Muslimbruderschaft in Katar schließlich den Schritt von der informell organisierten Gruppe hin zur offiziellen Institution. Der Zweck der Organisation war es, die Gesellschaft auf die Muslimbruderschaft aufmerksam zu machen und sie im besten Fall für die Gruppierung zu rekrutieren. Offiziell gegründet wurde die Muslimbruderschaft in Katar im Jahr 1975, jedoch ist diese Gründung als sehr lose zu beschreiben. Nach Einschätzung von Dschāsim Sultān:

„Nur Kollaboration, etwas Einfaches. Nur eine Seite beschrieb die Organisation und keiner weiß, wo dieses Papier ist.“

Die Gruppe fokussierte sich anfangs auf Daʿwa, das intensive Studieren von Scharia, die Organisation von Sportveranstaltungen und Integration in die Gemeinschaft, das Anziehen von jungen Menschen, vor allem in Bezug auf Reisen finanziert durch die Muslimbruderschaft, Sport, Wohlfahrt und öffentliche Vorlesungen. Eine Jugendorganisation der Muslimbruderschaft, „Markaz asch-Schabāb ad-Dūha“, bot diese Art der Veranstaltungen an. Trotzdem blieb der offizielle Teil der Muslimbruderschaft in Katar nur lose organisiert, mit einer Mitgliederzahl von „nicht mehr als 100 Personen“.

## Die Zeit der Selbstreflexion der Muslimbruderschaft in Katar – Entwicklungen in den 1980er und 1990er Jahren
Nach der offiziellen Gründung der Organisation in Katar profitierte die Muslimbruderschaft von einem Erstarken der Bewegung bis in die 1980er Jahre. Dadurch, dass der arabische Nationalismus für die Regierung in Katar jedoch keine Bedrohung mehr darstellte, konnte man es sich politisch leisten, die Muslimbruderschaft zunehmend weniger zu unterstützen als davor. Da Katar keine gefestigten institutionalisierten politischen Strukturen bot, wurde es im Laufe der 1980er Jahre und danach schwieriger für die Muslimbruderschaft, neue Mitglieder zu akquirieren.
Das Erstarken der Bewegung zu Beginn der 1980er Jahre ist auch darin begründet, dass die ersten katarischen Studierenden nach ihrem Studienabschluss im Ausland nach Katar zurückkehrten und vom Wirken der Bruderschaft im Ausland motiviert und beeinflusst waren, sich für neue Aktivitäten innerhalb der Muslimbruderschaft zu engagieren. Zudem flohen Mitglieder der Muslimbruderschaft aus Syrien nach Katar aufgrund der Verfolgung der Muslimbruderschaft durch das Assad-Regime. In dieser Zeit, 1980 bis 1986, wurde die Zeitschrift „al-Umma al-Qatarīa“ von dem Mitglied der Muslimbruderschaft ʿUmr ʿAbīd Husna veröffentlicht. Sie verkörperte den ideologischen Inhalt der Muslimbruderschaft.
Zwischen den aus dem Ausland zurückkehrenden Anhängern der Muslimbruderschaft und der älteren Generation gab es jedoch Spannungen. Die jüngere Generation begann, die Perspektive der Gruppierung in Katar zu hinterfragen. Es galt zu definieren, was ihr Einfluss auf die katarische Gesellschaft sein sollte und was ihre langfristigen Ziele seien. Die ältere Generation hatte in den Augen der jüngeren keine Absicht, die Bruderschaft zu reformieren oder zu verändern abgesehen von den bekannten Punkten, die in der zugrundeliegenden Literatur der Muslimbruderschaft formuliert sind.
Zwischen 1980 und 1991 wurden zu diesem Zwecke zwei Studien durchgeführt. Die erste setzte sich vornehmlich mit Hasan al-Bannās Ideologie auseinander, und inwiefern man die Ideologie der Muslimbruderschaft modernisieren könnte. Die zweite Studie fokussierte sich auf den katarischen Ableger der Muslimbruderschaft. In dieser Studie sollten Mitglieder Fragen über eine angemessene Rolle des Ablegers in Katar beantworten. Die Mitglieder der Muslimbruderschaft waren der Meinung, dass die Gruppierung in Katar „von Glaubenslehre eingefroren war, ihr Ziel verloren hatte und es nicht geschafft hatte sich anzupassen“. Außerdem wurde infrage gestellt, inwiefern Katar, das ohnehin schon ein konservatives und religiöses Land war, die Muslimbruderschaft überhaupt brauchte. Insgesamt schien es nach diesen zweiten Studie klar, dass nach der Meinung der Mitglieder der Muslimbruderschaft in Katar die Zukunftsaussichten des Ablegers schwach waren.
Zur selben Zeit, als diese zwei Studien durchgeführt wurden, gewannen Anhänger des Wahhabismus gegenüber der Muslimbruderschaft strategisch an Einfluss. Zwar standen sie der Muslimbruderschaft nicht feindlich gegenüber, sie vertraten jedoch die Auffassung, dass diese zu politisch sei und es geschickter sei, dem herrschenden Schaich treu zu sein. Das führte dazu, dass in den 1980er Jahren vorrangig Wahhabiten anstelle von Muslimbrüdern in politische Positionen berufen wurden, was den Einfluss der Muslimbruderschaft merklich schwächte.
Im Jahr 1995 übernahm Schaich Hamad bin Chalīfa Āl Thānī nach dem friedlichen sogenannten „Palast-Putsch“ die Macht in Katar. Er und seine Anhänger waren überzeugt, dass sich die arabische Welt nur unter der Führung zutiefst islamisch-konservativer Persönlichkeiten weiterentwickeln könne. Die Muslimbruderschaft mit ihren Ablegern in anderen arabischen Ländern war nach Meinung des neuen Machthabers die Zukunft der arabischen Welt. Yūsuf al-Qaradāwī, der als spiritueller Anführer der Muslimbruderschaft galt, wurde zum Berater Schaich Hamads. Das führte dazu, dass Katars Politik erneut nach den Zielen der Muslimbruderschaft ausgerichtet wurde. In Katar betrachtete man al-Qaradāwī als geeignetes Instrument dafür, politischen Einfluss in der arabischen Welt ausüben zu können.

## Die Auflösung der Muslimbruderschaft in Katar
Nach einer Abstimmung durch seine Mitglieder wurde der katarische Ableger der Muslimbruderschaft im Jahre 1999 aufgelöst. Der Prozess wurde 2003 abgeschlossen. Nach Auflösung einigte man sich darauf, an Stelle der alten institutionellen Struktur der Muslimbruderschaft in Katar als „islamische Renaissance-Bewegung“ weiter in Katar zu agieren.
Die Gründe für die Auflösung werden hier dargestellt.
Ein Grund für die Auflösung des katarischen Zweigs der Muslimbruderschaft scheint gewesen zu sein, dass eine organisierte Struktur nicht länger erforderlich war, um Rekrutierung vorzunehmen oder Aufmerksamkeit auf die Bruderschaft zu lenken. Ein gesellschaftlicher Wandel im Sinne der Muslimbruderschaft war in der Bevölkerung außerdem nicht erwünscht, da sich die Gesellschaft in Folge des Ölreichtums in einer angenehmen Position befand. Dadurch gab es weder das Verlangen nach einer "politischen Utopie" noch ausreichend islamistischen Rückhalt in der Bevölkerung, was beides beispielsweise in Ägypten vorhanden war. Zudem existierte in Katar die Möglichkeit politischer Partizipation der Muslimbruderschaft zu keinem Zeitpunkt, sodass auch ein möglicher politischer Einfluss keine Lösung für die wachsende Unsicherheit hinsichtlich der eigenen gesellschaftlichen Relevanz darstellte. Auch das Fehlen einer direkten ideologischen Konkurrenz im Land verhinderte die nötige Weiterentwicklung der katarischen Muslimbruderschaft. Der Wahhabismus stellte zwar eine zweite islamische Strömung in Katar dar, jedoch nicht im Sinne von Konkurrenz, die die Entwicklung der Bewegung hätte vorantreiben können, da sich beide Ideologien in ihrer Grundausrichtung weitestgehend vertrugen.
Spannungen zwischen der internationalen Organisation der Muslimbruderschaft und dem katarischen Ableger könnten ebenfalls einen Grund für die Auflösung dargestellt haben. Teilweise resultierten diese Spannungen aus der Studie zu Hasan al-Bannās Werk in den 1980er Jahren. Diese legten offen, dass die Muslimbrüder in Katar mit der mangelnden langfristigen Planung und der fehlenden Zukunftsperspektive der internationalen Muslimbruderschaft nicht einverstanden waren. Außerdem existierte keine eindeutige Hierarchie zwischen den beiden Organisationen. Der katarische Zweig fühlte sich der internationalen Muslimbruderschaft lediglich ideologisch, nicht aber strukturell zugehörig.
Ein weiterer Grund ist womöglich, dass eine offizielle Organisation der Muslimbruderschaft in Katar nicht notwendig war. Es war einfacher, aus bereits existierenden staatlichen Institutionen heraus, inoffizielle Aktivitäten zu organisieren, als eine eigene Institution mit deren Notwendigkeit an Struktur, Organisation und Verwaltung zu haben, zumal der Einfluss innerhalb dieser staatlichen Institutionen vorhanden war. Solange sich die Ziele der Muslimbruderschaft auch noch mit denen des Staates vertrugen, konnten sie unter Aufsicht des Staates ihr Handeln weitestgehend problemlos durchführen. Zudem spielte möglicherweise auch die Furcht vor erneuter staatlicher Verfolgung eine Rolle. Denn während eine institutionalisierte Organisation von staatlicher Seite aus leicht angreifbar ist, besteht diese Gefahr bei einem lockeren Zusammenschluss Gleichgesinnter in weit geringerem Maße.
Möglich ist zudem, dass von der katarischen Regierung aus indirekt Druck auf die Muslimbruderschaft ausgeübt wurde, weil man eben dieses verstärkte politische Engagement der Bruderschaft fürchtete. Da in den 1990er Jahren schon in Saudi-Arabien, Oman und den Vereinigten Arabischen Emiraten hart gegen die Ableger der Muslimbruderschaft vorgegangen wurde, ist es zusätzlich zum indirekt ausgeübten Druck wahrscheinlich, dass man ein Eingreifen der Regierung in Katar antizipierte. Daher war es für die Muslimbruderschaft durchaus sinnvoll, ohne Struktur weiterzuarbeiten und damit für den Staat schwieriger zu fassen zu sein. Indem man sich offiziell auflöste, konnte man Mitglieder schützen und gleichzeitig die Arbeit der Gruppierung weitestgehend sicher fortsetzen. Die Auflösung kam womöglich auch auf Initiative von Dschāsim Sultān, der sein eigenes islamistisches Projekt verfolgte. Laut ihm hatte die Auflösung jedoch nicht mit der Regierung zu tun, sondern es sei die Entscheidung der Mitglieder gewesen.
Am wahrscheinlichsten ist, dass die Auflösung der katarischen Muslimbruderschaft bedingt war durch eine Kombination aus Angst vor Verfolgung im eigenen Land und der Möglichkeit, auch ohne eine bestehende institutionelle Struktur zu funktionieren. Die Schwierigkeiten bei der politischen Partizipation und die damit einhergehende fehlende Erfahrung in der Regierungsarbeit waren Faktoren, die diese Gründe noch verstärkten. Der Einfluss der Muslimbruderschaft in Politik und Gesellschaft blieb auch nach ihrer offiziellen Auflösung erhalten.
Heutzutage ist die Muslimbruderschaft nicht direkt in die internen Angelegenheiten Katars involviert, sondern konzentriert ihre Aktivitäten auf die Ausbreitung der Bewegung im Ausland. Bestehen bleibt ein breites Finanzierungsnetzwerk Katars, das die Arbeit der Muslimbruderschaft, beispielsweise in Europa am Leben hält.

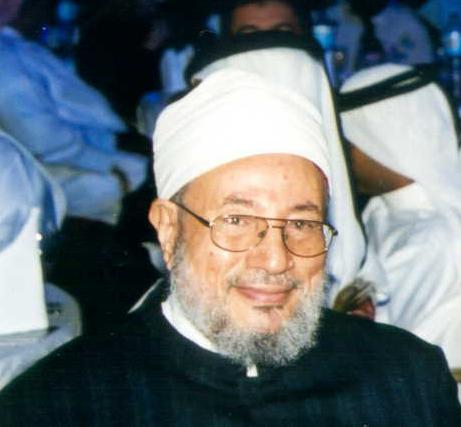
Yūsuf al-Qaradāwī

## Die Rolle Yūsuf al-Qaradāwīs als Anhänger der Muslimbruderschaft in Katar
Yūsuf al-Qaradāwī gilt als einer der prominentesten Denker des Islams in moderner Zeit, was vor allem an seiner Talk Show „Die Scharia und das Leben“ (arab. aš-Šarīʿa wa-l-Ḥayāt) auf dem Nachrichtensender Al-Jazeera liegt. Al-Qaradāwī entwickelte 1961 gute Beziehungen zur Āl Thānī Familie. Er lernte Schaich Chalīfa durch seine Predigten zum Ramadan kennen. Die gute Beziehung zu Schaich Chalīfa half ihm dabei, ein bekannter und durch den Staat geschützter Gelehrter in Katar zu werden. Al-Qaradāwī schickte 1965 eine Anfrage an die Muslimbruderschaft, ob er offiziell aus ihr austreten dürfe, um allen Muslimen auf der Welt dienen zu können. Selbst nach diesem Austritt blieb al-Qaradāwī der Bewegung und der Daʿwa jedoch treu und verbreitete die Botschaft der Muslimbruderschaft weiterhin. Von Mitgliedern der Muslimbruderschaft auf der ganzen Welt wurde er weiterhin als Teil dieser gesehen und seinen Urteilen wurde weiter gefolgt. Das ging sogar so weit, als dass er mehrmals für die Position des Murschid al-ʿĀmm vorgeschlagen wurde. 1968 wurde ihm der katarische Pass angeboten.
Die Aktivitäten al-Qaradāwīs in Katar waren überwiegend im Bereich der Bildung angesiedelt: Er betrieb Daʿwa in Moscheen, befürwortete das islamische Bankenwesen in der persischen Golfregion, predigte der islamischen Gemeinschaft hauptsächlich über das Al-Jazeera Netzwerk in den Medien und organisierte Aktivitäten für die Muslimbruderschaft. Er war außerdem viel für Daʿwa auf Reisen. Al-Qaradāwī fiel unter anderem mit Aussagen auf, die den Dschihād und das Töten von Juden befürworten. Die Regierung Katars unterstützte die Reisen von Yūsuf al-Qaradāwī, zum Beispiel nach Europa, Pakistan, in die Türkei, nach Nordamerika, Japan und Südkorea. Trotzdem deckten sich die Ansichten al-Qaradāwīs nicht mit denen der katarischen Regierung und auch nicht mit denen der USA, die eine wichtige Rolle für die Sicherheit Katars spielen. Wenn seine Predigten nicht mit dem politischen Kurs Katars übereinstimmten, schien der katarische Staat verdeckt einzugreifen und ihn dafür zu bestrafen, auch wenn das nie offiziell so verlautet wurde und es auch keine Informationen über diese Eingriffe gibt. Katar schien auf diese Art und Weise Macht auf al-Qaradāwī auszuüben und ihm nicht immer freies Geleit zu geben. Al-Qaradāwī wurde trotzdem in Katar akzeptiert, vermutlich weil sowohl Katar von al-Qaradāwīs Prominenz profitierte als auch al-Qaradāwī von seinem Aufenthalt in Katar.

## Die Rolle Al-Jazeeras in Katar
Al-Jazeera wurde 1996 von der katarischen Regierung gegründet und wird bis heute von Qatargas finanziert. Der Vorsitzende ist Mitglied der Āl Thānī Familie.